# Carex neopetelotii
Carex neopetelotii är en halvgräsart som beskrevs av Louis-Florent-Marcel Raymond. Carex neopetelotii ingår i släktet starrar, och familjen halvgräs.
Artens utbredningsområde är Vietnam. Inga underarter finns listade i Catalogue of Life.